# Raionul Șîșakî, Poltava
Șîșakî (în ucraineană Шишацький район, transliterat: Șîșațkîi raion) este un raion în regiunea Poltava, Ucraina. Reședința sa este așezarea de tip urban Șîșakî.

## Demografie
Componența lingvistică a raionului Șîșakî
     Ucraineană (96,73%)
     Rusă (2,54%)
     Alte limbi (0,24%)
Conform recensământului din 2001, majoritatea populației raionului Șîșakî era vorbitoare de ucraineană (96,73%), existând în minoritate și vorbitori de rusă (2,54%).